# ジョン・ルーカス
ジョン・ルーカス (John Harding Lucas II, 1953年10月31日 - ) は、アメリカ合衆国の元プロバスケットボール選手、指導者。北米男子プロバスケットボールNBAのサンアントニオ・スパーズ、フィラデルフィア・76ers、クリーブランド・キャバリアーズの元ヘッドコーチ。ノースカロライナ州ダーラム出身。身長190cm、体重79kg。現在はヒューストン・ロケッツのアシスタントコーチを務めている。

## 選手時代
1976年、 ドラフト1位でヒューストン・ロケッツより指名を受けNBAプレーヤーとなった。オールルーキーファーストチームに選ばれている。2シーズンを過ごした後、ゴールデンステート・ウォリアーズに移籍し、3シーズンをプレーした。その後、数チームでプレーし、最後のシーズンはヒューストン・ロケッツに移籍後引退した。NBA通算成績は、771試合に出場し、6,454アシスト、1,273スティール、9,951得点を記録している。

## ヘッドコーチ時代
サンアントニオ・スパーズ、フィラデルフィア・76ers、クリーブランド・キャバリアーズでそれぞれ２シーズン、ヘッドコーチを務めている。1998年から3年間ナイジェリア代表チームの指揮も執った。